# Ciechanów (Basse-Silésie)
Pour l’article homonyme, voir Ciechanów.
Ciechanów est une localité polonaise de la gmina de Jemielno, située dans le powiat de Góra en voïvodie de Basse-Silésie.